# Three Lakes (Wisconsin)
Three Lakes ist eine Siedlung auf gemeindefreiem Gebiet im Oneida County im US-amerikanischen Bundesstaat Wisconsin. Zu statistischen Zwecken ist der Ort zu einem Census-designated place (CDP) zusammengefasst worden. Das U.S. Census Bureau hat bei der Volkszählung 2020 eine Einwohnerzahl von 605 ermittelt.

## Geografie
Three Lakes liegt im Norden Wisconsins, rund 45 km südlich der Grenze zu Michigan. Die geografischen Koordinaten von Three Lakes sind 45°47′54″ nördlicher Breite und 89°09′46″ westlicher Länge. Das Ortsgebiet erstreckt sich über eine Fläche von 7,91 km² und bildet das Zentrum der Town of Three Lakes. 
Nachbarorte von Three Lakes sind Hiles (21,9 km südöstlich), Gagen (17,5 km südlich), Sugar Camp (14,9 km westlich) und Clearwater Lake (7,3 km nordnordwestlich).
Die nächstgelegenen größeren Städte sind Green Bay am  Michigansee (213 km südöstlich), Appleton (220 km südsüdöstlich), Wisconsins größte Stadt Milwaukee (374 km in der gleichen Richtung), Wisconsins Hauptstadt Madison (340 km südlich), Wausau (124 km südsüdwestlich), Eau Claire (276 km südwestlich), die Twin Cities in Minnesota (381 km westsüdwestlich) und Duluth am Oberen See in Minnesota (316 km westnordwestlich).

## Verkehr

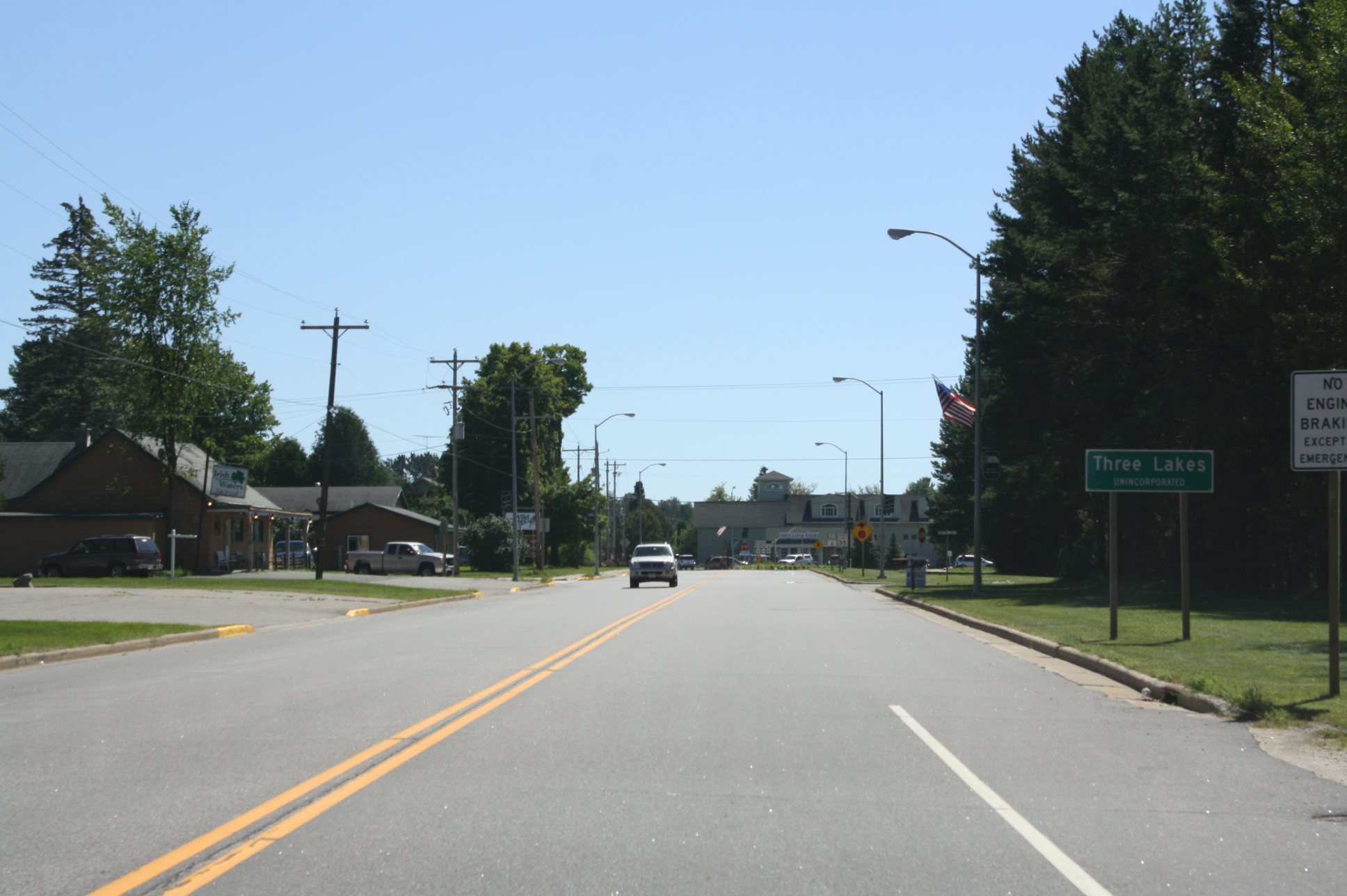
US-45 am Ortseingang von Three Lakes

Der U.S. Highway 45 verläuft als Hauptstraße durch Three Lakes und treffen dort auf den Wisconsin State Highway 32. Alle weiteren Straßen sind untergeordnete Landstraßen, teils unbefestigte Fahrwege sowie innerörtliche Verbindungsstraßen.

Mit dem Three Lakes Municipal Airport befindet sich 5,1 km östlich ein kleiner Flugplatz. Die nächsten regionalen Verkehrsflughäfen sind der Rhinelander–Oneida County Airport in Rhinelander (43,5 km südwestlich) und der Central Wisconsin Airport bei Wausau (150 km südsüdwestlich).

## Bevölkerung
Nach der Volkszählung im Jahr 2010 lebten in Three Lakes 605 Menschen in 299 Haushalten. Die Bevölkerungsdichte betrug 76,5 Einwohner pro Quadratkilometer. In den 299 Haushalten lebten statistisch je 2,02 Personen. 
Ethnisch betrachtet bestand die Bevölkerung mit sechs Ausnahmen nur aus Weißen. Unabhängig von der ethnischen Zugehörigkeit waren 0,5 Prozent der Bevölkerung spanischer oder lateinamerikanischer Abstammung. 
18,2 Prozent der Bevölkerung waren unter 18 Jahre alt, 59,0 Prozent waren zwischen 18 und 64 und 22,8 Prozent waren 65 Jahre oder älter. 50,6 Prozent der Bevölkerung war weiblich.
Das mittlere jährliche Einkommen eines Haushalts lag bei 38.583 USD. Das Pro-Kopf-Einkommen betrug 21.898 USD. 10,1 Prozent der Einwohner lebten unterhalb der Armutsgrenze.